# Ribes montigenum
Ribes montigenum är en ripsväxtart som beskrevs av Mcclatchie. Ribes montigenum ingår i släktet ripsar, och familjen ripsväxter. Inga underarter finns listade i Catalogue of Life.

## Bildgalleri

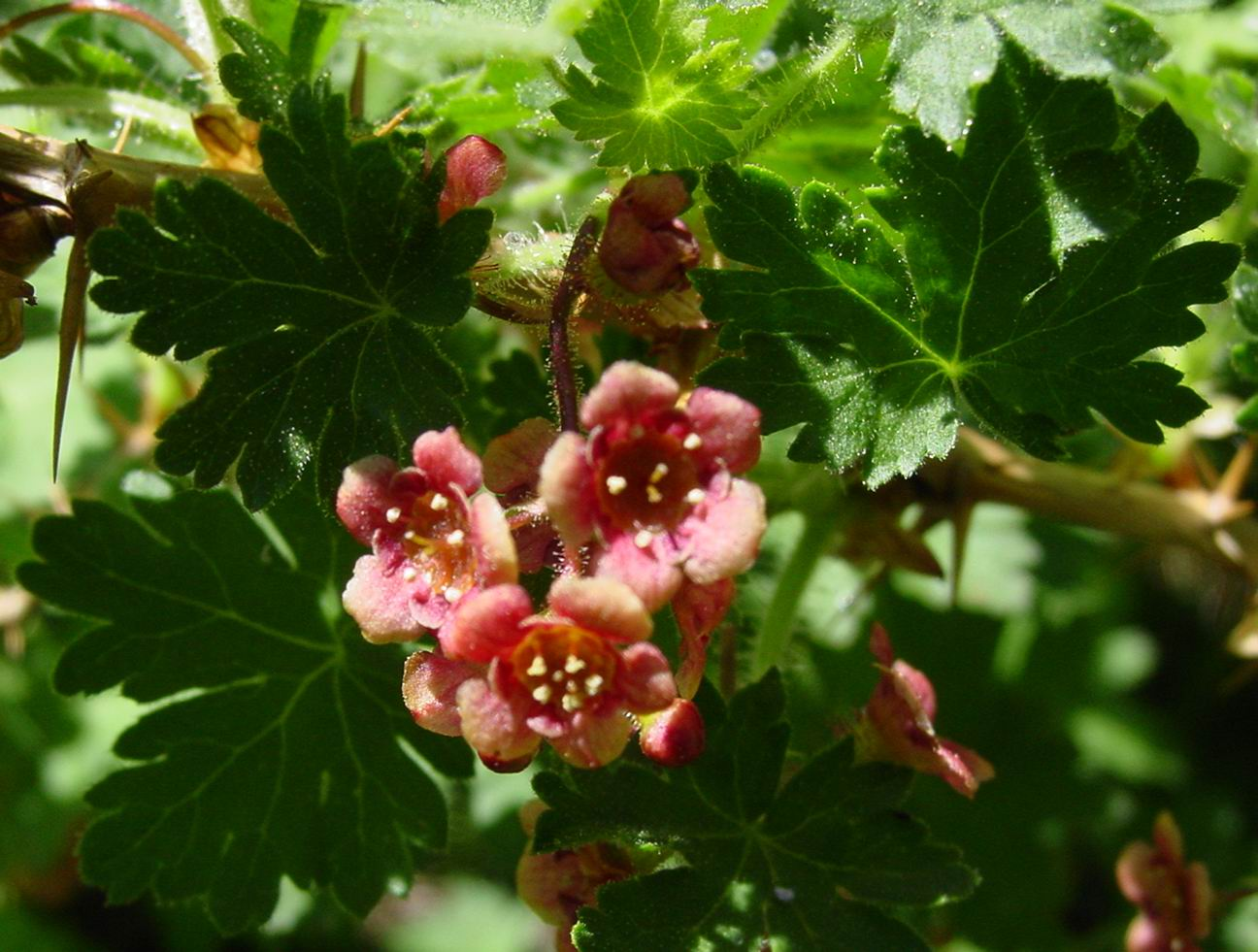
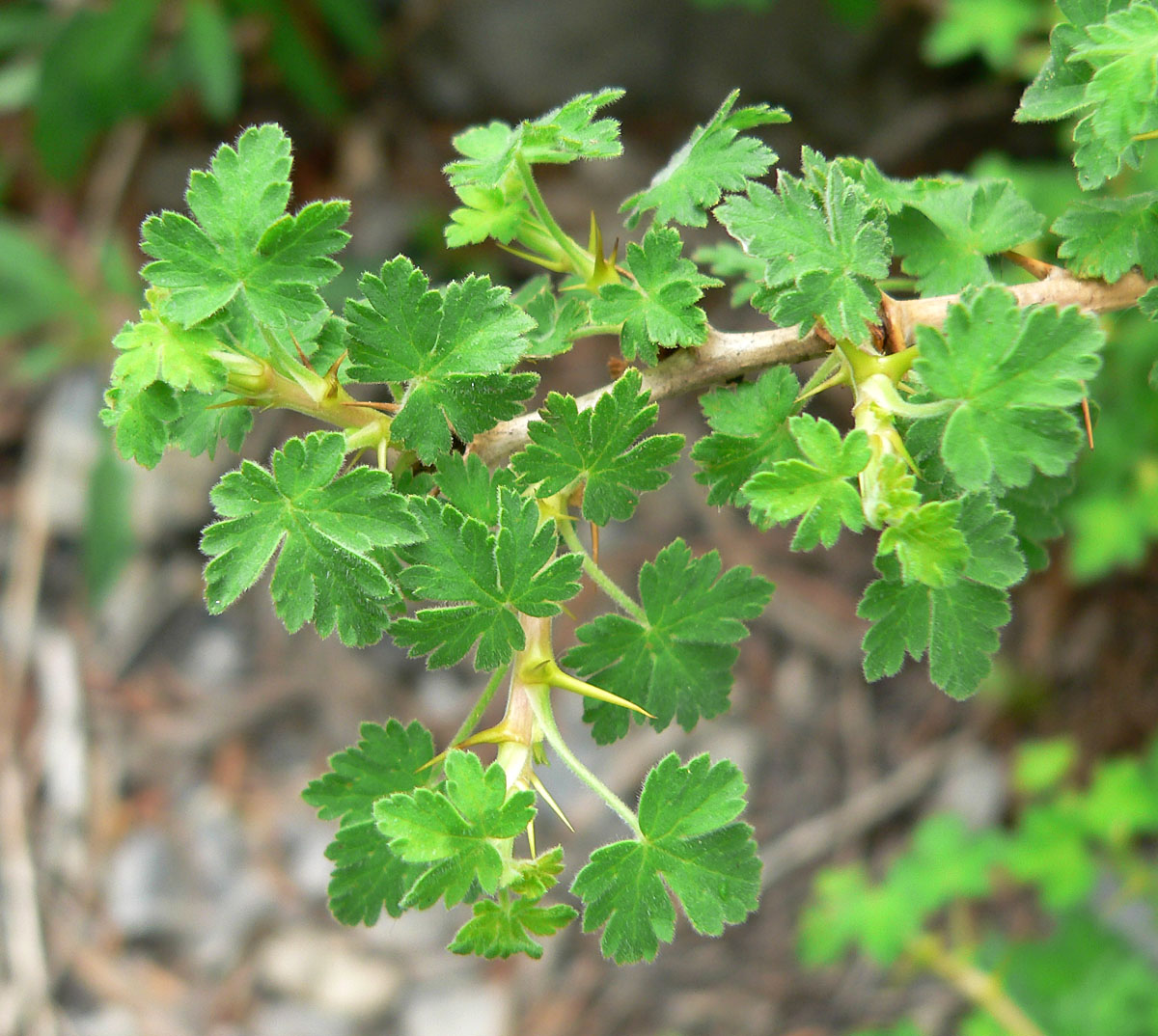
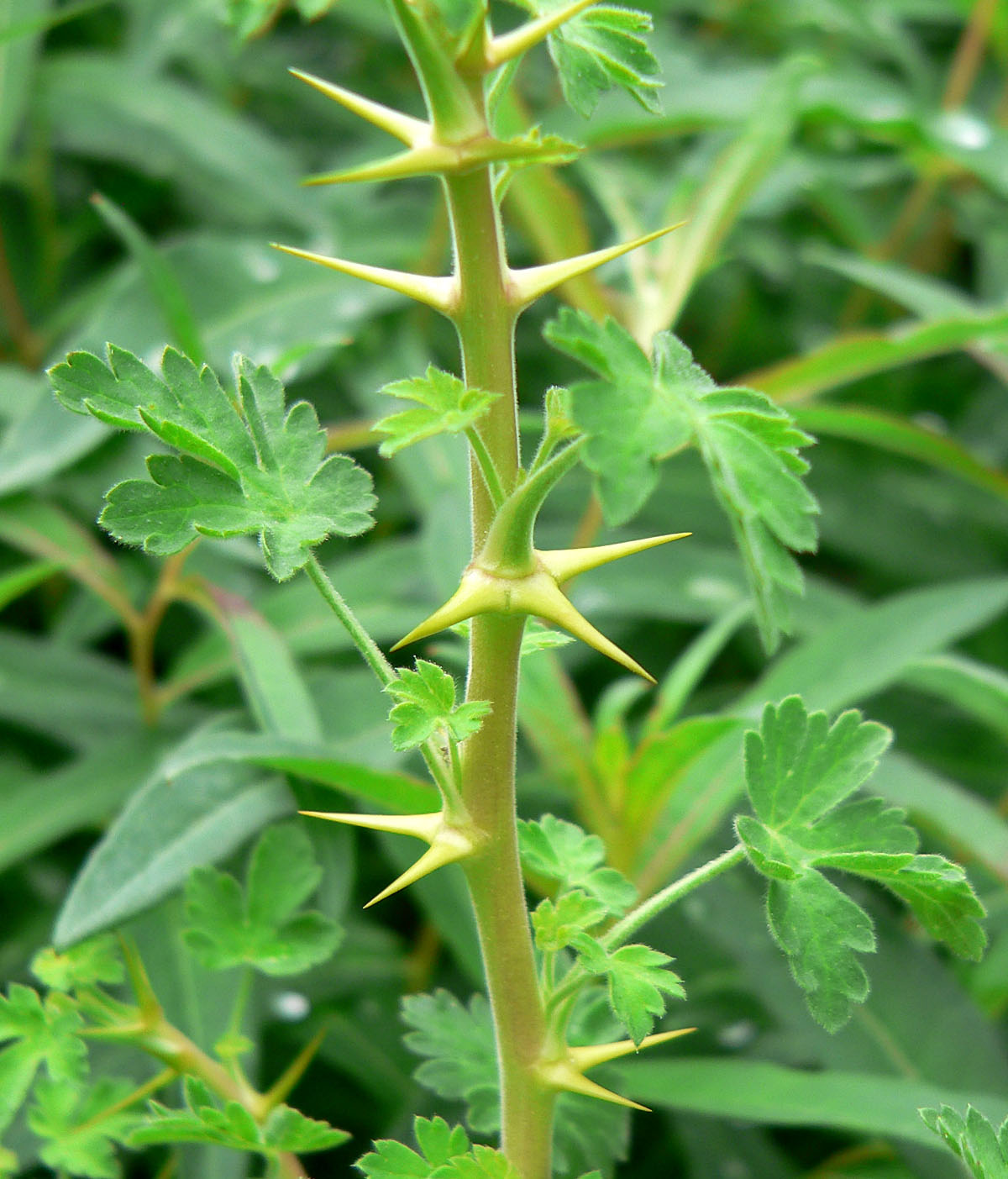